# Phare de Ballast Point
Le phare de Ballast Point est un phare situé sur Ballast Point une petite péninsule dans la baie de San Diego à San Diego, dans le Comté de San Diego (État de la Californie), aux États-Unis. Ce phare a été démoli en 1960.

## Histoire
Le site de cet ancien phare est maintenant sur le terrain de la Base navale de Point Loma. Le phare de Ballast Point était le dernier phare à avoir une lumière fixe sur la côte du Pacifique. Une lumière moderne automatisée le remplace sur un pilotis dans l'eau au large du site d'origine. Il est répertorié en tant que numéro USCG 6-1570, émettant un flash blanc toutes les quatre secondes. Une marque de jour et une corne de brume sont également installées.
Identifiant : ARLHS : USA-033.
NGA : 13860.

### Lien connexe
- Liste des phares de la Californie